# Markus Hagelin
Markus Hagelin (* 1. April 1989 in Skövde, Schweden) ist ein ehemaliger schwedischer Handballspieler. Hagelin wurde meist auf der Position Kreismitte eingesetzt.

## Karriere
Anfangs spielte er für den schwedischen Verein IFK Skövde HK, für den er 172-mal in der Elitserien auflief. In der Saison 2014/15 stand er beim norwegischen Erstligisten IL Runar Sandefjord unter Vertrag. Ab 2015 spielte er für den deutschen Verein HSC 2000 Coburg, mit dem er 2016 in die Handball-Bundesliga auf- und 2017 wieder abstieg. Ab der Saison 2019/20 stand er beim schwedischen Erstligisten Eskilstuna Guif unter Vertrag. Nachdem Hagelin nach der Saison 2020/21 seine Karriere beendet hatte, gab er im Oktober 2021 sein Comeback für ein Spiel.